# Boston Marathon 1921
De Boston Marathon 1921 werd gelopen op dinsdag 19 april 1921. Het was de 25e editie van deze marathon. De Amerikaan Frank Zuna kwam als eerste over de streep in 2:18.58.
Evenals in voorgaande jaren was het parcours, ten opzichte van de sinds de Olympische Spelen van 1908 gevestigde opvatting dat de marathon een lengte van 42,195 km hoorde te hebben, te kort. Het was namelijk slechts 38,51 km lang.

## Uitslag
| rang   | naam              | land | tijd    |
| ------ | ----------------- | ---- | ------- |
| Goud   | Frank Zuna        | USA  | 2:18.58 |
| Zilver | Chuck Mellor      | USA  | 2:22.12 |
| Brons  | Peter Trivoulidas | USA  | 2:27.41 |
| 4      | Carl Linder       | USA  | 2:28.02 |
| 5      | A. R. Michelson   | USA  | 2:30.35 |
| 6      | Edouard Fabre     | USA  | 2:31.34 |
| 7      | Ville Kyrönen     | FIN  | 2:32.36 |
| 8      | Otto Laakso       | USA  | 2:33.39 |
| 9      | John Goff         | USA  | 2:37.35 |
| 10     | Robert Conboy     | USA  | 2:38.18 |

1897 ·
1898 ·
1899 ·
1900 ·
1901 ·
1902 ·
1903 ·
1904 ·
1905 ·
1906 ·
1907 ·
1908 ·
1909 ·
1910 ·
1911 ·
1912 ·
1913 ·
1914 ·
1915 ·
1916 ·
1917 ·
1918 ·
1919 ·
1920 ·
1921 ·
1922 ·
1923 ·
1924 ·
1925 ·
1926 ·
1927 ·
1928 ·
1929 ·
1930 ·
1931 ·
1932 ·
1933 ·
1934 ·
1935 ·
1936 ·
1937 ·
1938 ·
1939 ·
1940 ·
1941 ·
1942 ·
1943 ·
1944 ·
1945 ·
1946 ·
1947 ·
1948 ·
1949 ·
1950 ·
1951 ·
1952 ·
1953 ·
1954 ·
1955 ·
1956 ·
1957 ·
1958 ·
1959 ·
1960 ·
1961 ·
1962 ·
1963 ·
1964 ·
1965 ·
1966 ·
1967 ·
1968 ·
1969 ·
1970 ·
1971 ·
1972 ·
1973 ·
1974 ·
1975 ·
1976 ·
1977 ·
1978 ·
1979 ·
1980 ·
1981 ·
1982 ·
1983 ·
1984 ·
1985 ·
1986 ·
1987 ·
1988 ·
1989 ·
1990 ·
1991 ·
1992 ·
1993 ·
1994 ·
1995 ·
1996 ·
1997 ·
1998 ·
1999 ·
2000 ·
2001 ·
2002 ·
2003 ·
2004 ·
2005 ·
2006 ·
2007 ·
2008 ·
2009 ·
2010 ·
2011 ·
2012 ·
2013 ·
2014 ·
2015 ·
2016 ·
2017 ·
2018 ·
2019 ·
2020 ·
2021 ·
2022